# 80
El año 80 (LXXX) fue un año bisiesto comenzado en sábado del calendario juliano, en vigor en aquella fecha.
En el Imperio romano, era conocido como el Año del consulado de Augusto y Domiciano (o menos frecuentemente, año 833 Ab urbe condita). La denominación 80 para este año ha sido usado desde principios del período medieval, cuando el Anno Domini se convirtió en el método prevalente en Europa para nombrar a los años.

## Acontecimientos
- En el Imperio romano, el consulado es ejercido por el emperador Tito (séptimo consulado) y su hermano Domiciano, quien al año siguiente le sucederá en el trono.
- Por primera vez un africano forma parte del Senado romano.

## Nacimientos
- Carpócrates, filósofo y teólogo.

## Fallecimientos
- Vologases II, rey de Partia.
- San Timoteo

## Arte y literatura
- Inauguración del Coliseo de Roma. Importante ejemplo de la arquitectura civil romana; podía albergar hasta 50.000 espectadores sentados en una gradería de tres niveles.[1]
- Construcción del Acueducto de Eifel.
- Arco de Tito (fecha aproximada)